# Florida de Liébana
Florida de Liébana là một đô thị ở tỉnh Salamanca, phía tây Tây Ban Nha, cộng đồng tự trị Castile-Leon. Đô thị này có cự ly 14 kilômét so với thành phố tỉnh lỵ Salamanca và có dân số 259 người.

## Địa lý
Đô thị này có diện tích 20.79 km².
Đô thị này nằm ở khu vực có độ cao 780 mét trên mực nước biển.
Mã số bưu chính là 37129.